# Kenchikoppa, Tarikere
Kenchikoppa là một làng thuộc tehsil Tarikere, huyện Chikmagalur, bang Karnataka, Ấn Độ.